# Keijo Säilynoja
Keija Säilynoja (né le 17 février 1970 à Helsingin mlk en Finlande) est un joueur professionnel finlandais de hockey sur glace.

## Biographie
Formé au EVU, il passe la majorité de sa carrière avec le Jokerit Helsinki, à l'exception des trois dernières saisons passées entre le SaiPa et le Blues Espoo.
Il fait partie de l'équipe de Finlande au niveau international, notamment lors des Jeux olympiques d'été de 1992.

## Statistiques
| Saison    | Équipe           | Ligue          |    | Saison régulière | Saison régulière | Saison régulière | Saison régulière | Saison régulière |    | Séries éliminatoires | Séries éliminatoires | Séries éliminatoires | Séries éliminatoires | Séries éliminatoires |
| Saison    | Équipe           | Ligue          | PJ | B                | A                | Pts              | Pun              | PJ               | B  | A                    | Pts                  | Pun                  |                      |                      |
| 1988-1989 | Jokerit Helsinki | I-divisioona   | 34 | 21               | 19               | 40               | 8                | --               | -- | --                   | --                   | --                   |                      |                      |
| 1989-1990 | Jokerit Helsinki | SM-liiga       | 41 | 15               | 13               | 28               | 14               | --               | -- | --                   | --                   | --                   |                      |                      |
| 1990-1991 | Jokerit Helsinki | SM-liiga       | 44 | 21               | 25               | 46               | 14               | --               | -- | --                   | --                   | --                   |                      |                      |
| 1990-1991 | Jokerit U20      | Jr. A SM-liiga | 1  | 0                | 0                | 0                | 0                | 2                | 1  | 3                    | 4                    | 4                    |                      |                      |
| 1991-1992 | Jokerit Helsinki | SM-liiga       | 44 | 21               | 25               | 46               | 14               | 10               | 5  | 6                    | 11                   | 2                    |                      |                      |
| 1992-1993 | Jokerit Helsinki | SM-liiga       | 47 | 29               | 13               | 42               | 14               | 3                | 1  | 1                    | 2                    | 0                    |                      |                      |
| 1993-1994 | Jokerit Helsinki | SM-liiga       | 37 | 11               | 8                | 19               | 43               | 12               | 2  | 0                    | 2                    | 6                    |                      |                      |
| 1994-1995 | Jokerit Helsinki | SM-liiga       | 20 | 6                | 7                | 13               | 4                | 8                | 2  | 1                    | 3                    | 0                    |                      |                      |
| 1995-1996 | Jokerit Helsinki | SM-liiga       | 34 | 12               | 11               | 23               | 14               | 8                | 2  | 1                    | 3                    | 0                    |                      |                      |
| 1996-1997 | Jokerit Helsinki | SM-liiga       | 41 | 10               | 8                | 18               | 12               | 4                | 0  | 1                    | 1                    | 4                    |                      |                      |
| 1997-1998 | Jokerit Helsinki | SM-liiga       | 28 | 3                | 5                | 8                | 8                | 8                | 2  | 1                    | 3                    | 2                    |                      |                      |
| 1998-1999 | SaiPa            | SM-liiga       | 28 | 7                | 14               | 21               | 26               | --               | -- | --                   | --                   | --                   |                      |                      |
| 1999-2000 | SaiPa            | SM-liiga       | 44 | 6                | 7                | 13               | 16               | --               | -- | --                   | --                   | --                   |                      |                      |
| 2000-2001 | Blues Espoo      | SM-liiga       | 14 | 1                | 3                | 4                | 4                | --               | -- | --                   | --                   | --                   |                      |                      |

## Récompenses
- Trophée Raimo-Kilpiö (1992)